# Bas-Lag
Bas-Lag es el universo ficticio en el que tienen lugar varias novelas del autor británico China Miéville. En Bas-Lag coexisten la magia (conocida como «taumaturgia») y la tecnología steampunk, y es el hogar de muchas especies inteligentes. En las novelas ambientadas en Bas-Lag se tratan numerosos temas y tópicos de los géneros y subgéneros de la ciencia ficción, la fantasía y el terror.

## Terminología
La información de este artículo ha sido extraída de fuentes anglófonas y muchos de los términos usados no son los de las traducciones al español de las novelas.

## Novelas
Hasta el momento existen tres novelas ambientadas en Bas-Lag. Son:
- La estación de la calle Perdido (2000)
- La cicatriz (2002)
- El consejo de hierro (2004)

Además, el relato corto "Jack", que aparece en la colección de 2005 Buscando a Jake, es también una historia de Bas-Lag.

## Geografía
Bas-Lag tiene varios continentes. Dos grandes masas de tierra, Rohagi y Bered Kai Nev, aparecen mencionadas en las tres novelas, aunque muchas otras masas de tierra y estructuras únicas juegan también un importante papel.

### Rohagi
La geografía y dimensiones exactas de Rohagi son desconocidas, pero se conocen algunos lugares.
La ciudad-estado de Nueva Crobuzón está situada unas diez millas tierra adentro de su costa oriental, que linda con el Océano Hinchado. Inmediatamente al sur de Nueva Crobuzón está el Bosque Turbio, tras el cual se encuentran las Colinas Mendicantes. Al norte de Nueva Crobuzón, siguiendo la costa pero separada de la ciudad por las Colinas Bezhek, están las ruinas de Suroch. Al oeste, a unas mil millas de Nueva Crobuzón y mucho más allá de las Montañas del Zapato Danzante, se encuentra el Lago de la Garra Fría, un lago de agua dulce de cuatrocientas millas de ancho. Al norte del lago se extiende el Mar de la Garra Fría, un vasto mar interior unido al lago por un estrecho homónimo. El Mar de la Garra Fría mide ochocientas millas de este a oeste y tiene forma de garra, estrechándose hacia el este, donde casi conecta con el Océano Hinchado antes de curvarse hacia el sur durante doscientas millas, donde finalmente termina, unas setecientas millas al norte de Nueva Crobuzón. Esta curva hacia el sur es el Gengris, y está poblado por los peligrosos e impredecibles grindylow.
Según un protagonista de El Consejo de Hierro, tanto Cobsea como Myrshock se hallan a unas setecientas cincuenta millas al sur de Nueva Crobuzón. Cobsea está en el interior y limita con la Mancha Cacotópica, un gigantesco erial creado por la inestable energía mágica conocida como "la Torsión". Myrshock se halla en la costa septentrional del Mar Magro. Como se descubre en El Consejo de Hierro, un próspero industrial pretendió construir un ferrocarril continental que uniría Nueva Crobuzón con Cobsea y Myrshock, socios comerciales, pero esta empresa no tuvo éxito. Sin embargo, el final de la novela apunta a un segundo intento, usando la información reunida por los agentes de este industrial a través del desarrollo del libro.
Al sur del Mar Magro se encuentra el Cymek, un desierto hogar de los nómadas garuda. El Cymek también alberga la ciudad portuaria de Shankell (al norte), conocida por sus brutales combates de gladiadores, y la ciudad de Dreer Samheer (al sur), ambas habitadas mayormente por cactacae.
Al oeste del Cymek está la Sabana de Galaggi, donde se halla la ciudad-estado de Tesh, vecina de la Brujocracia. Tesh controla los Estrechos de Fuegagua, que llevan a un mar continental no identificado que conecta con el Océano Hinchado. El control de los Estrechos de Fuegagua llevó a una guerra entre Nueva Crobuzon y Tesh, cuyos resultados son parte de la trama de El Consejo de Hierro. La victoria crobuzina se deduce del fracaso del ataque taumatúrgico de Tesh contra la ciudad. Los Estrechos de Fuegagua son llamados "Estrechos Sanguíneos" durante el curso de la guerra, debido a la ferocidad y el coste de las batallas navales para controlarlos para controlarlos (un enfrentamiento que termina, de nuevo, en victoria crobuzina).

### Bered Kai Nev
Bered Kai Nev es un continente al este de Rohagi. Los khepri son considerados nativos de ese continente, pero fueron expulsados de él por un acontecimiento de naturaleza desconocida denominado "la Voracidad", y ahora viven como refugiados en varias ciudades de Rohagi, aunque se rumorea que todavía hay khepri primitivos viviendo en Bered Kai Nev. No se ha dado ninguna otra información sobre este continente.

### Otras masas de tierras y estructuras habitadas
La ciudad pirata de Armada es una ciudad-estado móvil compuesta de un sinnúmero de barcos que han sido atados juntos para formar un gran asentamiento continuo. Está dividida en pequeños distritos autónomos, como el Alto Cromlech, gobernados por sus propios gobernantes. Armada se mueve por el Océano Hinchado gracias a una pequeña flota de barcos remolcadores, y es el principal escenario de La Cicatriz. Los orígenes de Armada son desconocidos, pero ha existido en una u otra forma desde hace al menos mil años. Al inicio de La Cicatriz, su población era de varios cientos de miles de habitantes. La ciudad en sí sólo tiene una milla de diámetro, aunque uno de los personajes del libro afirma que "probablemente haya tantas millas de calles aquí como en Nueva Crobuzón" debido a todas las "capas y capas de cubiertas".
Gnurr Kett es una isla que se halla a dos mil millas al sur de Nueva Crobuzón y a quinientas millas al este del desierto del Cymek. La isla es conocida por su reputación erudita y por el conocimiento que alberga su capital, Kohnid. Parte de este conocimiento deriva de una colonia de anophelii que habita la Isla de los Anophelii, bajo dominio de Gnurr Kett. Esta colonia es el único vestigio conocido del antiguo Reino Malarial, un régimen brutal que dominó la mayoría de las regiones de Bas-Lag con un clima cálido.
Las Islas Jheshull son un trío de pequeñas islas que se encuentran cerca de la costa de Rohagi. Estuvieron involucradas en las Guerras Pirata y se considera que están en declive debido a su participación contra la vencedora, New Crobuzon.
Nova Esperium es una de las colonias de Nueva Crobuzón. Muy pocos eligen ir a Nova Esperium por voluntad propia, por el largo viaje y a las epidemias y otras amenazas que hacen de ella un lugar duro para vivir, pero el gobierno de Nueva Crobuzón paga el pasaje a cualquier voluntario. No se ha dado la localización exacta de Nova Esperium, aunque se sabe que se encuentra a una gran distancia al sureste de Nueva Crobuzón.

## Habitantes
Las especies inteligentes conocidas de Bas-Lag son:

### Los anophelii
Los anophelii (singular 'anophelius') son seres con partes de mosquito (y, de hecho, su nombre viene de un género de mosquitos, los Anopheles). Las hembras parecen mujeres escuálidas con enormes alas como remos con las que vuelan detrás de su presa. De sus bocas pueden extender una especie de trompa ósea que clavan en su presa para succionarla hasta dejarla seca. Las hembras de los anophelii son crueles, sedientas de sangre y muy peligrosas salvo justo después de alimentarse, cuando demuestran una inteligencia igual a la de los machos. Los machos son hombres bajos y fornidos que parecen no diferenciarse en nada de los hombres, salvo por su boca en forma de esfínter. Los anophelii viven actualmente confinados en una isla bajo el dominio de Gnurr Kett, donde conservan los amplios conocimientos de su cultura, pero en épocas pasadas gobernaron gran parte del mundo a través de su imperio, el Reino Malarial. La amenaza de un resurgir de este Reino es la causa de la estricta cuarentena bajo la que vive su isla.

### Los cactacae
Los cactacae (singular 'cactaca') son humanoides con rasgos de cactus, enormes plantas normalmente más altas que los seres humanos. Aunque sus jóvenes crecen del suelo (de bulbos), sus métodos de crianza son los propios de los mamíferos. Los cactacae tienen savia en lugar de sangre. Son conocidos por su fuerza, y son frecuentemente empleados como trabajadores o guardaespaldas. Los cuerpos de los cactacae son fibrosos, con huesos de madera, lo que les hace notablemente difíciles de matar o herir con armas normales; las balas pasan a través de ellos sin apenas causarles daño. La comunidad de cactacae de Nueva Crobuzón se sitúa en torno al Invernadero, y le ha sido permitido existir como una comunidad nominalmente independiente dentro de la ciudad. Sus armas predilectas son los "rivebows", ballestas de gran tamaño que disparan un disco de metal giratorio capaz de cortar los miembros de los cactacae.

#### Losge'ain
En las comunidades de cactacae de la sabana, y puede que en otros lugares, viven los llamados ge'ain, cuya traducción aproximada es "tardíos". Los ge'ain son cactacae cuya salida del bulbo ha sido artificialmente retrasada durante meses, manteniéndolos bajo tierra, donde sus cuerpos siguen creciendo. Una vez nacidos, crecen hasta alcanzar dimensiones gigantescas (hasta 7'5 m), tienen una fuerza monstruosa (pueden usar grandes árboles como armas) y sus sentidos son más afinados, pero son retrasados, deformes y tullidos, y su piel está cubierta por una capa superficial de excrecencias. Todo esto les causa gran aflicción. Son los guardiantes de sus pueblos, rehuidos y reverenciados, tabú. No tienen nombres.

### Los cray
Especie acuática de aspecto humano de cintura para arriba (salvo por las branquias que tienen tras las orejas) y de langosta de roca de cintura para abajo. Domestican calamares para cazar. La mayoría viven en su ciudad submarina, Salkrikaltor, que rivaliza con la propia Nueva Crobuzón en tamaño.

### Los dracos
Son criaturas voladoras semi-inteligentes con aspecto de gárgolas. No miden más de un pie de alto y tienen una brillante piel roja y alas de murciélago. Son brutos y vulgares, se ríen de cualquier cosa y su capacidad de habla es limitada. A veces son usados por otras especies como exploradores y recaderos.

### Los elementales
Son la encarnación de sus respectivos elementos. Aunque los taumaturgos llamados elementarii (singular 'elementarius') se especializan en invocarlos y liberarlos contra sus enemigos, son salvajes e indómitos en su mayoría. Aparentemente hay elementales de una amplia gama de conceptos y cosas: en El Consejo de Hierro aparecen elementales de historia, madera y cristal, entre otros.

### Los garuda
Los garuda son aves de presa humanoides, como seres humanos alados con cabeza y patas de pájaro. (Su nombre está tomado de Garudá, una dios-ave de la mitología hindú.) La mayoría proceden del desierto Cymek, donde viven en tribus nómadas de cazadores que se organizan según una especie de anarcocomunismo rudimentario: defienden ferozmente su individualismo, pero las posesiones individuales son vistas como obstáculos para la libertad individual. Existe en Nueva Crobuzón un pequeño gueto de garudas, y se sabe por El Consejo de Hierro que otros pocos viven cerca de la Mancha Cacotópica. La ley garuda se basa en el principio de libertad de elección: todos sus crímenes son formas de "robo de elección", el denegar a otra persona su derecho a elegir en total libertad.

### Los grindylow
Son peces humanoides (una mezcla de anguila y pez víbora) muy poderosos, misteriosos y sádicos que aparecen en La Cicatriz. Son capaces de sobrevivir tanto en agua salada como en agua dulce, o incluso al aire, y pueden comunicarse telepáticamente con toda una variedad de especies acuáticas, incluidas ballenas y cray.  Los grindylow usan una poderosa magia chamánica, cuyo uso puede deformar a los practicantes humanos. (Aunque su nombre viene de una criatura de los cuentos infantiles ingleses, los grindylow de Mieville tienen cierta similitud con los Profundos de los Mitos de Cthulhu.)

### Los hotchi
Los hotchi son hombre-erizo. Se conoce una comunidad en el Bosque Turbio, al suroeste de Nueva Crobuzón. Su sociedad es tribal y su nivel de desarrollo tecnológico, bajo. Los guerreros hotchi de Bosque Turbio emplean arcos como armas y montan grandes gallos de combate llamados galli. También construyen algo llamado "fosos de lucha", presuntamente usados para algún tipo de combate con galli.

### Los humanos
Los humanos de Bas-Lag parecen ser idénticos a los humanos del mundo real en todo, excepto porque muchos tienen la capacidad de usar magia. Son la especie dominante de Nueva Crobuzón, y quizás lo son de Bas-Lag también.

### Los khepri
Los khepri son una especie de escarabajos humanoides. (Están inspirados en el dios Khepri de la mitología egipcia.) Las hembras khepri poseen cuerpos de mujer, salvo por su piel carmesí y el escarabajo que tienen por cabeza. Se comunican entre sí por medio de movimientos de las patas de su cabeza y por emisiones de sustancia químicas. Las hembras khepri son notables artistas usando cierta excreción biológica de sus cabezas para realizar obras sobrecogedoras de escultura orgánica. Los machos khepri, por otro lado, son escarabajos no-inteligentes del tamaño de langostas, sin un cuerpo humanoide anexo. Se aparean con las hembras pegándose a la cabeza-escarabajo de estas y fertilizándolas.

### Los lanzancudos
Los lanzancudos son criaturas cuadrúpedas con patas de insecto terminadas en manos radialmente simétricas (una palma circular con dedos brotando de ella como si fuera una estrella, unidas a la pata por el reverso) que pueden convertirse en lanzas, con las que cazan. Segregan taumaturgones de sus glándulas, lo que les da la capacidad de camuflarse en el bosque. Poseen habilidades místicas, como la capacidad de crear golems mediante magia de tipo "somatúrgica" o la capacidad de "despegar el tiempo" mediante una especie de cánticos, algo de lo que se benefician para cazar. Fueron llevados al borde de la extinción después de que el ferrocarril destruyera sus tierras pantanosas natales.

### Los manecros
Los manecros son manos sin cuerpo, inteligentes y parásitas, que controlan la mente de su anfitrión. Hay dos tipos: los zurdos, la casta noble, y los diestros, la casta guerrera. Cuando poseen un cuerpo, los diestros pueden usar varias habilidades sobrenaturales, como el vuelo, el aliento de fuego y la fuerza aumentada. Diestros y zurdos suelen emparejarse para maniobras de exploración o combate: los zurdos tienen el mando de la pareja, mientras que los diestros realizan la mayoría de las acciones ofensivas.

### Los scabmettlers
Son seres fornidos de apariencia humana, de piel gris, cuya sangre, cuando aflora, se convierte inmediatamente en una capa protectora sólida. Mediante el uso de una hierba especial que retrasa la coagulación, los scabmettlers son capaces de moldear su sangre para crear elaboradas armaduras. Practican una arte marcial única orientada al combate en arenas llamada "mortu crutt", que hace hincapié en los golpes contundentes, debido a que las armas de filo, por las características especiales de su sangre, son prácticamente inútiles contra ellos.

### Las Tejedoras
Son gigantescas arañas multidimensionales que ven la vida en Bas-Lag como una obra de arte en curso. Utilizan sus considerables poderes para interferir en los acontecimientos según su criterio estético individual. Las Tejedoras tienen una forma de hablar inconexa y balbuceante, como un flujo balbuceante de pseudo-poesía, y son totalmente impredecibles.

### Los vodyanoi
Los vodyanoi son un pueblo acuático. (Tomados de los vodianoi del folclore ruso.) Son gordos y con forma de rana, con manos y pies palmeados. Controlan la "acuotecnia", magia del agua, lo que les permite de dar moldear objetos de agua temporalmente sólidos fuera de ésta. Los vodyanoi normalmente no pueden sobrevivir fuera del agua más de un día, y no pueden vivir en agua salada.

### Casos especiales

#### Los rehechos
Los rehechos son generalmente, pero no siempre, las víctimas del sistema penal de Nueva Crobuzón y otros lugares. Esto se debe a que, antes que meter a los criminales en prisiones, el sistema los envía a "fábricas de castigo" donde los "biotaumaturgos" retuercen y deforman sus cuerpos de muchas maneras diferentes. Algunos son combinados con maquinaria y son esclavizados con algún propósito concreto. Otros consiguen extrañas extremidades u órganos injertados en sus cuerpos, convirtiéndose en aberraciones de la naturaleza. Los rehechos son principalmente un grupo triste y patético pero algunos rehechos, como el famoso Jack Media-Oración, han puesto su rehechura a su servicio, convirtiéndose en justicieros enmascarados y llamándose a sí mismos "libRehechos".

#### Los thanati
Mièville los describe como "liches con las bocas cosidas, con ropas elegantes y la piel como cuero conservado". Los thanati ('tanathus' en singular, que viene de Tánatos, el daimon o personificación griega de la muerte no violenta) de Alto Cromlech son los señores supremos de la ciudad, una nobleza de no-muertos.

#### Los vampiros
Son parecidos a los vampiros de las tradiciones occidentales: poseen gran velocidad y fuerza, lenguas bifurcadas, ciertos poderes mágicos y son capaces de vivir indefinidamente. El vampirismo en Bas-Lag es causado por una bacteria, y el término técnico para la enfermedad es "hemofagia fotofóbica".

## Historia
La historia conocida de Bas-Lag incluye estos tres períodos:

### Época del Imperio Espectrocéfalo
Más de tres mil años antes de los acontecimientos de La Cicatriz, poderosos seres de otro plano de existencia gobernaron sobre todo Bas-Lag durante un período de quinientos años. Los espectrocéfalos, como fueron conocidos, vinieron de otro mundo en un plano de existencia diferente en algún lugar del extremo oriental del universo. Buscando un lugar para vivir más benévolo que su mundo natal, desgarrado por un cruel ciclo de días y noches que creaba océanos de hierro fundido y congelaba la mismísima atmósfera, los espectrocéfalos construyeron un "pez de metal" y lo usaron para encontrar Bas-Lag. Su llegada creó la Cicatriz, una enorme grieta física y dimensional en la superficie de Bas-Lag por la cual se filtran diferentes posibilidades existenciales. Los espectrocéfalos aprovecharon la energía de la Cicatriz mediante un proceso llamado "minería posibilística", y usaron su poder para tomar el control de todo Bas-Lag, manipulando las posibilidades a su favor. El Imperio Espectrocéfalo fue finalmente destruido por una rebelión llamada la Contumacia, que fue seguida de la Muda. La historia del Imperio sobrevive mucho tiempo después de su caída en documentos como el Canon Imperial y en tecnologías y estructuras perdidas, como las "espadas posibles" y las "torres posibles", todavía dispersos en lugares ocultos a lo largo de Bas-Lag.

### Época del Reino Malarial
El Reino Malarial (en inglés, "Malarial Queendom") fue un imperio de corta duración construido por los anophelii, con territorios en Rohagi, Shoteka y los Fragmentos (siempre en zonas de clima cálido). Unos dos mil años antes de La Cicatriz, el Reino colapsó y los anophelii fueron prácticamente erradicados. Los anophelii supervivientes fueron llevados a una pequeña isla al sur de Gnurr Kett, donde son mantenidos en aislamiento como eruditos prisioneros de la nobleza gnurr-kettí.

### Primera Edad Úmbrica
El período de tiempo en el que las historias de las novelas tienen lugar, la Primera Edad Úmbrica, se caracteriza por las luchas internas y disputas entre varias entidades políticas de Rohagi surgidas después de la caída del Imperio Espectrocéfalo. El calendario usado en Nueva Crobuzón cuenta los años desde el comienzo de esta Primera Edad Úmbrica.

#### Los Años Plenos
Los Años Plenos fueron la época dorada de Nueva Crobuzón, en los que la ciudad logró increíbles avances en ciencia, tecnología y taumaturgia. Sin embargo, el declive llegó a finales del siglo XV, y algunos de estos conocimientos se perdieron. Desesperada por demostrar que su época dorada no tenía fin, Nueva Crobuzón construyó un gigantesco barco, el mayor del mundo por aquel entonces, con la intención de que fuera la cúspide de la industria de la ciudad: la Grand Easterly. Sin embargo, fue un despilfarro, y tenía varios defectos de diseño. Fue brevemente usado como ineficaz nave de guerra durante las Guerras Pirata, y terminó "hundiéndose" unos pocos años más tarde. (En realidad, el barco fue capturado por Armada sin el conocimiento de Nueva Crobuzón.)

#### Las Guerras Piratas
También conocidas como "la Guerra Lenta" o "la Guerra Falsa", las Guerras Pirata fueron un conflicto prolongado entre la Ciudad-Estado y República de Nueva Crobuzón y las ciudades de Suroch y Jheshull. Las Guerras técnicamente terminaron en el año 1544, cuando el ejército de Nueva Crobuzón lanzó bombas de Torsión sobre Suroch con horrorosos resultados. En 1545, tratando de cubrir las atrocidades creadas por las bombas de Torsión, Nueva Crobuzón lanzó bombas cromáticas sobre las ruinas de Suroch, pero dos de ellas erraron; la tercera explotó según lo planeado, ocultando sólo unas pocas millas cuadradas de los que quedaba de Suroch. Cuando las heliografías de la destrucción y de los efectos de la Torsión tomadas por un equipo de investigación del ejército se filtraron y fueron conocidas por la sociedad de Nueva Crobuzón un siglo después, disturbios generalizados casi derrocan al gobierno en 1689. Las investigaciones sobre la Torsión se estancaron permanentemente cuando los patrocinadores abandonaron el proyecto, asustados de la vehemente aversión de la opinión pública.

#### La Voracidad
En torno al año 1679 (aproximadamente un siglo antes de los acontecimientos de La estación de la calle Perdido), la civilización khepri de Bered Kai Nev fue arrasada por una catástrofe descrita únicamente como "la Voracidad". Este fue el desencadenante de "la Travesía Trágica" y la llegada durante los siguientes veinticinco años de cientos de barcos de refugiados khepri a Nueva Crobuzón. La Voracidad fue un acontecimiento tan traumático que prácticamente todos los supervivientes khepri han olvidado o incluso rehúsan hablar de mil años de historia khepri; como consecuencia, la mayor parte de la cultura khepri se ha perdido para siempre

#### 1779-1780
Los acontecimientos de La estación de calle Perdido tienen lugar en estos años, seguidos unos meses después por los acontecimientos de La Cicatriz.

#### 1804
Los acontecimientos de El Consejo de Hierro tienen lugar en este año.

## Geopolítica

### Actuales
Entidades políticas conocidas de Bas-Lag en la época de las novelas:

#### Alto Cromlech
Casi todo lo que se sabe del Alto Cromlech viene de Uther Doul, uno de los personajes principales de La Cicatriz. Doul nació y creció en Alto Cromlech. Él la describe como una nación de castas, gobernada por una nobleza no-muerta llamada los thanati, que describe como "liches con las bocas cosidas, vestidos con hermosas ropas y la piel como cuero conservado".
Los vivos (llamados "los rápidos") son una minoría en Alto Cromlech. La mayoría son aparentemente alimentados y mantenidos "granjas", y son finalmente "liquidados y revividos como zombis". Algunos son educados por los thanati para ser "muertos y recibidos en la sociedad muerta" una vez llegan a cierta edad. No obstante, una pequeña fracción de los vivos nacen libres y sobreviven realizando tareas que requieres demasiada destreza (o son muy peligrosas) para los semi-inteligentes zombis. Los zombis parecen ser la principal mano de obra de Alto Cromlech.
En lo más bajo de la pirámide social de Alto Cromlech están los vampiros, mencionados como "a-muertos" para distinguirlos de los thanati. Según la descripción de Doul, aparentemente los vampiros son considerados poco más que vagabundos y adictos. Se les describe viviendo en barrios de chabolas, de los que salen por la noche para mendigar sangre a los vivos.

#### Bocalquitrán
Bocalquitrán está situada en la desembocadura del Gran Alquitrán, en la costa oriental de Rohagi, diez millas al este de Nueva Crobuzón. El protagonista de La Cicatriz la describe como "un pueblo feo y violento" usado por corsarios y filibusteros como puerto seguro. Además de la "la prostitución y la piratería", Bocalquitrán vive de la construcción de barcos, gracias al patronazgo de Nueva Crobuzón.

#### El Gengris
La expresión "el Gengris" puede referirse tanto a la zona como a la ciudad que hay en dicha zona, así como a la especie acuática que lo habita, los grindylow. El Gengris es descrito cruce entre una isla y una ciudad semi-sumergida en el extremo sudoriental del Mar de la Garra Fría, a unas setecientas millas al norte de Nueva Crobuzón. Poco más se sabe sobre la ciudad en sí misma, excepto que en ella se pueden encontrar "capillas de malaquita", "granjas de extremidades" y "talleres de bilis". Los grindylow del Gengris comercian voluntariamente con mercaderes foráneos, que se ven recompensados generosamente con rarezas tales como barriles llenos a partes iguales de sal y perlas de vidrio. Sin embargo, frecuentemente se elimina a los extranjeros "trangresores": la naturaleza de las transgresiones es comúnmente opaca para todos salvo para los propios grindylow, por lo que este comercio es extremadamente arriesgado para los forasteros.

#### Gharcheltist
En El Consejo de Hierro Gharcheltist es mencionada como "la acuópolis", y presuntamente se trata de una ciudad de los vodyanoi.

#### Los Hermanos
En El Consejo de Hierro se refieren a ella como "la dual-ciudad [?] de los cocodrilos", y se dice que se halla en la costa oeste de Rohagi, más allá de la Mancha Cacotópica.

#### El Infierno
Como se indica en La estación de la calle Perdido, el Infierno tiene una embajada en Nueva Crobuzón.

#### Khadoh
Los mercaderes de Khadoh comercian con Nueva Crobuzón.

#### Maru'ahm
Maru'ahm se encuentra teóricamente en la costa occidental de Rohagi, más allá de la Mancha Cacotópica. En La estación de la calle Perdido se dice que se gobierna mediante un parlamento-casino, "donde las leyes se ponen en juego mediante ruletas". Este rumor es confirmado en El Consejo de Hierro, en la que un personaje que ha visitado Maru'ahm afirma que ha hecho apuestas por leyes de propiedad y "un lote completo de legislación". El mismo personaje menciona una reina y unos senadores-tahúres, lo que implicaría que el gobierno de Maru'ahm es algún tipo de monarquía constitucional o electiva.

#### Nueva Crobuzón
La ciudad-estado de Nueva Crobuzón es un elemento principal en las tramas de las tres novelas ambientadas en Bas-Lag, y una parte sustancial de todo lo que se conoce de Bas-Lag a través de las novelas. Está situada en el noreste del continente de Rohagi, en la confluencia de los ríos Alquitrán, Cancro y Gran Alquitrán, unas diez millas al oeste de la costa del Océano Hinchado. Aunque su sistema político es el de una república parlamentaria sui generis, el gobierno de Nueva Crobuzón está más próximo a una oligarquía con fuertes ambiciones imperialistas. El sistema político de Nueva Crobuzón está fuertemente sesgado hacia la mayoría humana, y sólo aquellos situados en lo más alto de la sociedad, junto a unos pocos elegidos en una "lotería de sufragio", podían votar. El partido político en el gobierno durante las tres novelas es el partido del Sol Grueso, pero se conocen también otros partidos, como el xenófobo partido de la Nueva Pluma (llamado "de las Tres Plumas" en La estación de la calle Perdido) y el xenotolerante Tendencia Diversa.
El protagonista de La Cicatriz dice que Nueva Crobuzón es la mayor ciudad de Bas-Lag, pero su opinión está sustancialmente sesgada. Sin embargo, Nueva Crobuzón es sin duda uno de los estados económica y militarmente más poderosos de Bas-Lag. En La Cicatriz, es capaz de enviar una flota al otro lado del mundo para combatir a la ciudad pirata de Armada. En El Consejo de Hierro, mantiene una guerra prolongada con la lejana ciudad-estado de Tesh, mientras aplasta militarmente una rebelión interna.

#### Qé Banssa
Qé Banssa está construida sobre los picos colgantes de la Isla del Pájaro Bailarín* ("Dancing Bird Island", en el original). Un protagonista de La Cicatriz dice de ella que es un "pobre, pequeño y feo puerto de pescadores". Como Tarmuth, Qé Banssa parece también sobrevivir debido a la buena voluntad de Nueva Crobuzon.

#### Salkrikaltor
La República Cray de Salkrikaltor se halla bajo las olas del Océano Hinchado, entre las islas de Bartoll y Gnomon Tor, lejos de Nueva Crobuzón en dirección este. Salkrikaltor y Nueva Crobuzón son descritas en La Cicatriz como socios comerciales que mantienen relaciones en términos amistosos.
La capital de la república es Ciudad Salkrikaltor. La mayor parte de Ciudad Salkrikaltor se encuentra bajo el agua, aunque existe un distrito superior para las criaturas no-acuáticas que buscan hacer negocios con los cray. La parte sumergida de la Ciudad es descrita en La Cicatriz como "complicada e interconectada", con "pequeñas plazas ajardinadas con algas" y "patios de coral". El distrito sobre las aguas se dice que consiste principalmente en torres excavadas en roca y coral, "una masa de estilos contrapuestos", con plataformas flotantes y edificios sustentados por contrafuertes y columnas.

#### Troglodópolis
Troglodópolis es mencionada en La estación de la calle Perdido como una "madriguera ctónica".

#### Vadaunk
Vadaunk se sitúa en algún lugar al sur de New Crobuzon, más allá de la Mancha Cacotópica. Según la propaganda gubernamental en La estación de la calle Perdido, allí el cambio de las estaciones "trae una avalancha de represión supersticiosa". En El Consejo de Hierro se le llama "el reino mercenario".

#### Otra entidades políticas
Entre otras entidades de las que apenas se sabe nada se encuentra Yoraketche.

### Históricas
De los tiempos anteriores a las historias de las novelas sólo se conocen algunas pocas entidades políticas.

#### El Imperio Espectrocéfalo
El Imperio Espectrocéfalo fue el imperio de extensión mundial de los espectrocéfalos, unas entidades de otra dimensión.

#### El Reino Malarial
El Reino Malarial fue el imperio que establecieron los anophelii sobre gran parte de las zonas cálidas de Bas-Lag.

#### Suroch
Suroch fue una ciudad que se enfrentó a Nueva Crobuzón en una serie de guerras conocidas como las Guerras Pirata, que concluyeron en victoria crobuzina. Durante el período de tiempo cubierto por las novelas de Bas-Lag, Suroch ya hace mucho tiempo que fue destruida y es inhabitable debido a los efectos de armas mágicas de destrucción masiva, como las bombas cromáticas y de Torsión, usadas contra ella en la guerra. En este sentido, Suroch es el único lugar en las novelas con una contaminación de la Torsión parecida a la de la Mancha Cacotópica, y tormentas de Torsión la azotan de forma aleatoria. En La estación de calle Perdido se mencionan "árboles-cucaracha" y "rebaños de lo que una vez pudieron ser seres humanos" en las ruinas de Suroch. La publicación en el periódico ilegal Sacramundi Report de heliografías de la contaminación por Torsión en Suroch puso fin a los experimentos con la Torsión en Nueva Crobuzón.

## Lengua
El ragamol es la lengua común en Nueva Crobuzón. Parece ser además una lengua ampliamente hablada en Bas-Lag oriental por miembros de todas las especies.
Del mismo modo, el sal es el idioma del Océano Hinchado, hablado por piratas, marineros y miembros de pueblos marítimos. En La Cicatriz, el sal es descrito como una lengua hecha de retales, que toma prestados aspectos de otras lenguas, principalmente del ragamol.
Los anophelii mantienen un lenguaje escrito llamado alto kettai, que es usado por varios eruditos y casas editoriales. Se da a entender que el alto kettai se declina, ya que se sabe que posee un "caso irónico". El bajo kettai es el dialecto más ampliamente entendido del alto kettai.
El quiesy (también llamado "muertés") es la principal lengua del Alto Cromlech. Dado que muchos de sus hablantes tienen, ya sea cosida la boca, ya las laringes demasiado deterioradas para formar los sonidos correctamente, consiste en una serie de gruñidos, toses e intrincadas y calculadas pausas. También se puede usar este idioma totalmente en silencio, con gestos o movimientos de los ojos.
Los khepri se comunican a través de un lenguaje de signos y de esencias químicas, debido a que sus cabezas de insecto no permiten la vocalización. También mantienen un lenguaje escrito llamado alto khepri.
Los vodyanoi hablan al menos tres lenguas propias diferentes: la primaria, que es el lubbok, y otras dos llamadas félido y sureño.
El lenguaje tradicional de los cactacae es el sunglari.
Los garuda del Cymek hablan un idioma sin nombre.
La gente de Tesh, la gente de Khadoh, los cray de Salkrikaltor y los hotchi del Bosque Turbio también tienen sus propios idiomas epónimos.
En La estación de la calle Perdido se mencionan al menos otros dos idiomas: el bajo cymek (presuntamente hablado en el Cymek) y el perrickiano.

## Ciencia, tecnología y "taumaturgia"
La tecnología en Bas-Lag es amplia y variada, y evoluciona a lo largo de las novelas.

### Ciencia
Una fuente de energía, mencionada ya en La estación de la calle Perdido, es la Torsión, que azota la Mancha Cacotópica y que podría ser comparable a la radiación atómica. La Torsión produce extrañas mutaciones, alterando tanto a las criaturas vivas como al entorno inanimado. Por ejemplo, durante El Consejo de Hierro, un vagón del ferrocarril y sus tres ocupantes son transformados por la Torsión en una masa de materia semisólida con tres núcleos. Los mutantes producto de la Torsión son llamados "torqueados". La Torsión es capaz de provocar tal destrucción que Nueva Crobuzón tiró bombas cromáticas sobre la ciudad de Suroch para ocultar los efectos del arma de Torsión empleada allí (algo que se mantuvo en secreto a la opinión pública, pero fue posteriormente revelado por un oponente anónimo en las Guerras Pirata).

### Tecnología
En La estación de la calle Perdido, la pieza principal del armamento es el mosquete de chispa de pedernal; en El Consejo de Hierro, el ejército va armado con lo que parece ser armamento de cápsula fulminante en la forma de "motorguns" y revólveres pimenteros.
Otra tecnología presente es la de las llamadas cromatobombas o bombas cromáticas, cuya naturaleza exacta es desconocida, pero parece que uno de sus efectos es causar un cambio de color de la piel. Una cosa curiosa es que, mientras que en El Consejo de Hierro llaman a esta tecnología "ciencia perdida", en La estación de la calle Perdido Isaac dice: "Ahí es donde tiraron la bomba cromática en 1545. Dijeron que lo hacían para poner fin a las Guerras Pirata, pero para ser sinceros, Yag, ya habían terminado hacía casi un año cuando...".
En las novelas también hay diversas menciones a joyas de relojería, metarelojería, constructos pseudo-robóticos inteligentes funcionando mediante diferentes sistemas, y muchos otros ejemplos inexplicables o fantásticos de ciencia, magia o una combinación de ambas.

### Taumaturgia
En El Consejo de Hierro, Miéville dedica mucha atención al arte mágico de la golemancia, explicando la lógica detrás de esta técnica y su diferencia con la invocación y control de elementales. En los libros también se habla de la biotaumaturgia (presuntamente la capacidad de modelar y afectar con magia a la materia viva), usada para crear a los rehechos, y la subvocalurgia (el arte de susurrar directamente a la mente de una persona, incluso a mucha distancia, y manipularla contra su voluntad; es considerada un arte de bandoleros). Los subvocalurgos son llamados "susurreros".